# Marschall (Hofamt)
Der Marschall (mittellateinisch marescalcus Pferdeknecht, Heerführer) ist ein erbliches Erz- und Hofamt.

## Geschichte
Als der sächsische Herzog Heinrich I. am 12. März 919 in Fritzlar zum König des Ostfrankenreiches gewählt wurde, erschienen bei dem anschließenden Krönungsmahl in der Pfalz erstmals die Erzämter des Reiches: Erz-Marschall, Erz-Truchseß, Erz-Kämmerer und Erz-Mundschenk. Erbtruchseß waren die von Waldburg, Erbschenk die Schenken von Limpurg, Erbmarschall die von Pappenheim und Erbkämmerer die von Bolanden-Falkenstein.
In der Goldenen Bulle wird der Kurfürst von Sachsen als Reichs-Erzmarschall (Archimarescallus) benannt. Er war bei zeremoniellen Gelegenheiten der Träger des Reichsschwertes. Sein Amtszeichen, das er auch im Wappen führte, waren zwei gekreuzte rote Schwerter. Die Stellvertretung war erblich als Reichserbmarschall (Vicemarescallus) an die Grafen von Pappenheim gebunden. Waren beide Ämter im Hochmittelalter noch mit realer Funktion als Befehlshaber des gesamten Reichsaufgebots versehen, erfüllten sie spätestens seit der Renaissance lediglich zeremonielle Aufgaben bei Kaiserkrönungen und Reichstagen.

## Die Marschall-Familien

### Liste der den Marschallstitel als Bestandteil des Familiennamens führenden Familien
In der Regel leiten die Marschall-Familien ihren Namen von dem Hofamt eines Marschall her. Die nachfolgenden Familien führen zur Unterscheidung meist den Stammsitz oder ihre Herkunft zusätzlich hinter dem Marschall-Titel.
- Marschall von Anweil (Ministerialen zu Konstanz)
- Marschalck von Bachtenbrock, Erbmarschall des Erzbistums Bremen (auch M. von Bachtenbruck, M. von Cronenberg, M. von Cranenburg[1])
- Marschalck von Baldingen, im 14. Jh. zu Freiburg
- Marschall von Basel mit der Linie Marschall von Liestal, Erbmarschall des Bischofs von Basel
- Marschall von Biberbach (und Kahlenthal) → Marschall von Pappenheim
- Marschall von Bieberstein, Marschall der Markgrafschaft Meißen
- Marschall von Bleideck, Lehnsleute des Bischofs von Konstanz
- Marschall von Da(h)l(e)witz[1] (auch von Marschall, des Stammes des schottischen Adelsgeschlechts Marishall de Clothoderick (Marschall von Clothoderick), eines Stammes mit den Marschall von Keit (Erbmarschall von Schottland, schottischer Grafenstand 1458), Marschall von Eslemont und Marschall von Lochwardt,[2] für den preußischen Minister Samuel von Marschall wurde 1717 wurde die adlige Herkunft anerkannt, dann Adelsgeschlecht des Nieder-Barnim[3]), Besitzer der Landgüter Dahlewitz, Münchehofe, Rahnsdorf, Tasdorf (heute Ortsteil von Rüdersdorf bei Berlin) und Ranft[4]
- Marschall von Derschney,[1] in Schwaben, auch Marschall von (der) Schney,[5] Marschall in der Schney,[6] Marschall zu Raucheneck aus der Schney,[7] eines Stammes mit den von Redwitz[8]
- Marschall von Delsberg genannt Spender (Spendre, Elsass), Lehnsleute der Bischöfe von Basel, eines Wappens mit den Marschall von Basel[9]
- Marschall von Dettikofen (Tetenkoven)
- Marschall von Diefurt
- Marschall von Donnersberg (auch Marschall von Dornsperg[1]), erloschen Ende 16. Jh., eines Stammes mit den Marschall von Oberndorf, seit 1150 Marschall der Bischöfe von Augsburg, den Marschall von Boxberg (Bocksberg),[10] Marschall von Elgen und Truchsess von Killenthal[11]
- Marschall von Ebersberg (= Marschall von Eckersberg, mit den Linien Altengottern, Burgholzhausen (Holzhausen), Gosserstedt, Guthmannshausen, Troeber, Erbmarschall in der Landgrafschaft Thüringen)
- Marschall von Ebnet, eines Stammes mit den von Redwitz
- Marschall von Eckardtsberge[1] (auch M. von Eckertsberg)
- Marschall von Erlebach und Einödt[1] → Marschall genannt Greiff, auf Erlebach
- Marschall von Eckersberg (= Marschall von Ebersberg, mit den Linien Altengottern, Burgholzhausen (Holzhausen), Gosserstedt, Guthmannshausen, Troeber, Erbmarschall in der Landgrafschaft Thüringen)
- Marschall von Eupen, s. unten, Eupen, Erbmarschall des Herzogtums Limburg[12]
- Marschall von Falkenstein, auch Marschall von Sanct Gallen
- Marschall von Froburg
- Marschall von Gnandstein, frühere Bezeichnung der → Marschall von Bieberstein
- Marschall von Goldbach
- Marschall von Gosserstedt[13]
- Marschall von Hohenreichen → Marschall von Pappenheim[14]
- Marschall von Jülich (Familie von Eschweiler)
- Marschall von Justingen, auch von Justingen
- Marschall von Kalden → Marschall von Pappenheim
- Marschalck genannt Kraft, im 15. Jh. zu Konstanz, im Thurgau
- Marschall von Kunstadt, Marschall des Hochstifts Bamberg, eines Stammes mit den von Redwitz
- Marschall von Liebenstein
- Marschall von Maierhofen
- Marschall von Meilenhart → Erbmarschall von Lechsgemünd-Graisbach
- Marschall von Markdorf
- Marschall von Mockritz → Marschall von Bieberstein
- Marschall von Nabeck
- Marschall von Neuenbürg, Adelsgeschlecht in Neuenburg, besonders in Hach
- Marschall von Oberndorf → Marschall von Donnersberg
- Marschall von Osdagessen
- Marschalk von Ostheim, Erbschenk der Erzstiftes Mainz, Marschall von Reichenau
- Marschall von Rechberg → Marschall von Pappenheim[15]
- Marschall von Seewasen (Elsass)
- Marschal-Perelat[1] (Der Feldmarschall-Lieutenant Peter Marschal-Perelat wurde 1819 in den Freiherrenstand erhoben.)[16]
- Marschall von Staffelstein
- Marschall von Straßburg, auch Marschall von Huneburg (Die Grafen und Herren von Huneburg (Unterelsass)), angeblich ein Zweig der Grafen von Metz, hatten das Großmarschallamt des Bistums Straßburg (welches nach ihrem Erlöschen an die Dynasten von Lichtenberg kam) inne und nannten sich auch Marschall von Huneburg oder von Straßburg
- Marschall von Staufen, Linie derer von Staufen (Unterelsass)
- Marschall von Struntzberg[1]
- Marschall von Stumpfberg
- Marschall von Sulicki
- Marschall von Trebra
- Marschalken von Schiltberg, Marschall der Wittelsbacher
- Marschall von Waldeck (auch Marschall von Waldeck genannt von Ueben, Marschall von Lorch, Sooneck (Marschall) von Waldeck genannt von Lorch), Erbmarschall von Kurmainz[17]
- Marschalk von Warburg
- Marschall von Weil
- Marschall genannt Greiff, Marschall der gefürsteten Grafschaft Henneberg, 1923 im Mannesstamm erloschen mit Ulrich Marschall genannt Greiff
- Marschall von Zimmern auf Burg Marschalkenzimmern mit den Linien Marschall von Geisingen, Marschall von Hohenberg, Marschall von Reichenau und Marschall von Wartenberg, Marschälle der Grafen von Hohenberg
- Marschalek,[1] auch Marschallek, preußische Rittergutsbesitzer und Pächter von Groß Kreutz in der Zauche[18]

### Liste der nur zusätzlich den Erbmarschallstitel führenden Familien
- Auersperg, Obersterblandmarschall in Krain und der Windischen Mark, Erblandmarschall in Tirol
- Beichlingen, Erbobermarschall der Landgrafschaft Thüringen, erloschen 1567[19]
- Birgel, Erbmarschall des Herzogtums Jülich
- Boedberg, Erbmarschall des Herzogtums Geldern, erloschen 1613
- Brimeu, Barone von Wesemaele, Grafen von Megen, Erbmarschall von Brabant
- Buggenhagen, seit 1357 Erblandmarschall des Herzogtums Pommern, Erbmarschall in den Ländern Rügen und Barth, erloschen 1652
- Bülow, Erbmarschall im Herzogtum Lauenburg
- Closen, seit 1519 Erbmarschall zu Niederbayern, 1856 erloschen
- Corsselaer, Erbmarschall des Herzogtums Limburg[20]
- Dernbach, Erbmarschall des Herzogtums Franken (Hochstift Würzburg)[21]
- Dietz, Erbmarschall der Grafschaft Diez, erloschen 1727; es wurde darauf verzichtet, ein Nachfolgegeschlecht mit dem Titel zu belehnen[22]
- Eggenberg, Oberst-Erbmarschall-Amt in Nieder- und Oberösterreich seit 1625, bereits seit 1622 Erbmundschenk in Krain und der Windischen Mark, 1717 im Mannesstamm erloschen[23]
- Eltz, Erbmarschall des Kurfürstentums Trier
- Eschweiler, Erbmarschall von Jülich
- Eupen (auch: Marschall von Eupen), Erbmarschall des Herzogtums Limburg[24]
- Flemming, Erbmarschall des Herzogs von Pommern-Stettin und ab 1406 als Erbmarschall für Hinterpommern
- Gans zu Putlitz, Erbmarschall der Kurmark Brandenburg
- Hahn, seit 1469 Erblandmarschall der Herrschaft Stargard
- Henneberg, Erbmarschall des Hochstifts Würzburg
- Heusenstamm, 1548 bis 1803 Erbmarschall des Kurfürstentums Mainz
- Hoensbroech, Erbmarschall des Herzogtums Geldern und der Grafschaft Zutphen seit 1613
- Hohenlohe-Öhringen, seit 1808 Reichserbmarschall des Königreichs Württemberg
- Horst, Erbmarschall des Herzogtums Kleve, titelberechtigte Linie erlosch 1533
- Kannenberg, Erbmarschall des Fürstentums Minden
- Künsberg, seit 1623 Erbmarschälle der Burggrafschaft Nürnberg
- Ledebur, Erbmarschall der Abtei Herford
- Löser, Erbmarschall von Kursachsen
- Maltzahn, seit um 1330 Erblandmarschall im Herzogtum Pommern-Stettin
- Meding, seit 1360 Erbmarschall des Fürstentums Lüneburg
- Merveldt, Erbmarschall des Fürstentums Münster seit 1840
- Metternich, Erbmarschall des Herzogtums Luxemburg seit Wolfgang Heinrich († 1699)
- Morrien, seit 1350 Erbmarschall des Hochstifts Münster, titelberechtigte Linie erlosch 1691
- Münster, Erbmarschall der Fürstabtei Herford, seit 1814 Erblandmarschall des Königreichs Hannover
- Nassau, Erbmarschall von Holland
- Nesselrode, seit 1481 Erbmarschall des Herzogtums Berg
- Oldershausen, seit dem Ende des 13. Jahrhunderts Erbmarschall der Fürstentümer Braunschweig, Göttingen und Grubenhagen, später erhielten sie diese Würde auch im Fürstentum Calenberg
- Pallandt, Erbmarschall des Herzogtums Kleve seit 1533
- Pfäffinger, von 1375 bis 1519 Erbmarschall zu Niederbayern
- Plettenberg, 1695 bis 1802 Erbmarschall des Hochstifts Münster, Erbmarschall der Grafschaft Mark
- Prager, Erbmarschall in Krain[25]
- Putbus, Erbmarschall in Neuvorpommern und Rügen
- Wilhelm und Johann von Reuschenberg zu Overbach, Erbmarschall des Herzogtums Limburg
- Reck auf Stockhausen, Erbmarschall im Fürstentum Minden[26]
- Riedesel, seit 1432 Erbmarschall zu Hessen
- Rollingen, Erbmarschall des Herzogtums Luxemburg und der Grafschaft Chiny, erloschen 1740
- Rössing, Erbmarschall des Bistums (Fürstentums) Halberstadt
- Salm-Reifferscheidt, seit Mitte 15. Jahrhundert Erbmarschall des Kurfürstentums Köln als Rechtsnachfolger der Herren von Alfter
- Sandretzky, Erblandmarschall von Schlesien
- Schlitz genannt von Görtz, Erbmarschall des Hochstifts Fulda
- Schwicheldt, Erbmarschall des Hochstifts Hildesheim
- Spiegel zu Peckelsheim, Erbmarschall des Hochstifts Paderborn
- Stecke, Erbmarschall des Herzogtums Kleve vor 16. Jh.
- Thumb von Neuburg, seit 1507 Erbmarschall des Herzogtums Württemberg
- Thurn und Taxis, Erbmarschall der Provinz Hennegau
- Velen, Erbmarschall von Flandern
- Veltheim, Erbmarschall des Herzogtums Magdeburg[26]
- Wagen von Wagensperg, Obrister Erbland-Marschall in Kärnten seit 1619[27]
- Walsee, Erbmarschall zu Österreich
- Westernach, Erbmarschall des Hochstifts Augsburg
- Züle, bis 1466 Erbmarschall des Herzogtums Sachsen-Lauenburg